# Mailand–Sanremo 1974
Mailand–Sanremo 1974 war die 65. Austragung von Mailand–Sanremo, einem eintägigen Radrennen. Es wurde am 18. März 1974 über eine Distanz von 288 km ausgetragen.
Das Rennen wurde von Felice Gimondi vor Eric Leman und Roger De Vlaeminck gewonnen.

## Teilnehmende Mannschaften
| Profi-Radsportteams (20)- Bianchi-Campagnolo - MIC-Ludo-de Gribaldy - Brooklyn - Scic - Carpenter-Confortluxe-Flandria - Watney-Maes Pils - Kas-Kaskol - Dreherforte - Filotex - Molteni - IJsboerke-Colner - Filcas - Furzi - Rokado - Jollj Ceramica - Sammontana - Magiglace-Juaneda - Zonca - Magniflex - Merlin Plage-Shimano-Flandria |
| |

## Ergebnis
| Rang | Fahrer             | Team                           | Zeit       |
| ---- | ------------------ | ------------------------------ | ---------- |
| 1    | Felice Gimondi     | Bianchi-Campagnolo             | 6h 46' 16" |
| 2    | Eric Leman         | M.I.C.-Ludo–de Gribaldy        | +1' 53"    |
| 3    | Roger De Vlaeminck | Brooklyn                       | +1' 54"    |
| 4    | Franco Bitossi     | SCIC                           | +1' 55"    |
| 5    | Enrico Paolini     | SCIC                           | +2' 05"    |
| 6    | Marino Basso       | Bianchi-Campagnolo             | gl. Zeit   |
| 7    | Walter Godefroot   | Carpenter–Confortluxe–Flandria | gl. Zeit   |
| 8    | Frans Verbeeck     | Watney-Maes                    | gl. Zeit   |
| 9    | Freddy Maertens    | Carpenter–Confortluxe–Flandria | gl. Zeit   |
| 10   | Jaime Huélamo      | Kas-Kaskol                     | gl. Zeit   |